# Dolichogonia aurea
Dolichogonia aurea är en tvåvingeart som beskrevs av Townsend 1915. Dolichogonia aurea ingår i släktet Dolichogonia och familjen parasitflugor.
Artens utbredningsområde är Peru. Inga underarter finns listade i Catalogue of Life.